# Palacio presidencial de Malabo
El Palacio Presidencial de Malabo o Palacio presidencial de Guinea Ecuatorial es un edificio que se localiza en la ciudad de Malabo, al norte de la isla de Bioko, en el país africano de Guinea Ecuatorial. Sirve como sede oficial del gobierno de esa nación africana y se encuentra al lado de un hotel 5 estrellas llamado Sofitel Malabo President Palace.
El 17 de febrero de 2009 un grupo de hombres armados de nacionalidad nigeriana atacaron el palacio presidencial con el fin presuntamente de asesinar y/o derrocar al jefe de Estado y de Gobierno Teodoro Obiang, fueron repelidos y detenidos por la guardia presidencial. En 2010 serían condenados a 12 años de prisión por el asalto al edificio de gobierno.